# Contea di Balranald
La contea di Balranald è una Local Government Area che si trova nel Nuovo Galles del Sud. Essa si estende su una superficie di 21.699 chilometri quadrati e ha una popolazione di 2.476 abitanti. La sede del consiglio si trova a Balranald.